# Юзеф Потоцький (каштелян)
Юзеф Потоцький (пол. Józef Potocki, пом. 21 грудня 1764, с. Семенівка, нині Пустомитівський район, Львівська область) — польський шляхтич гербу Золота Пилява. Військовик, урядник, меценат. Представник примасівської гілки роду Потоцьких.

## Життєпис

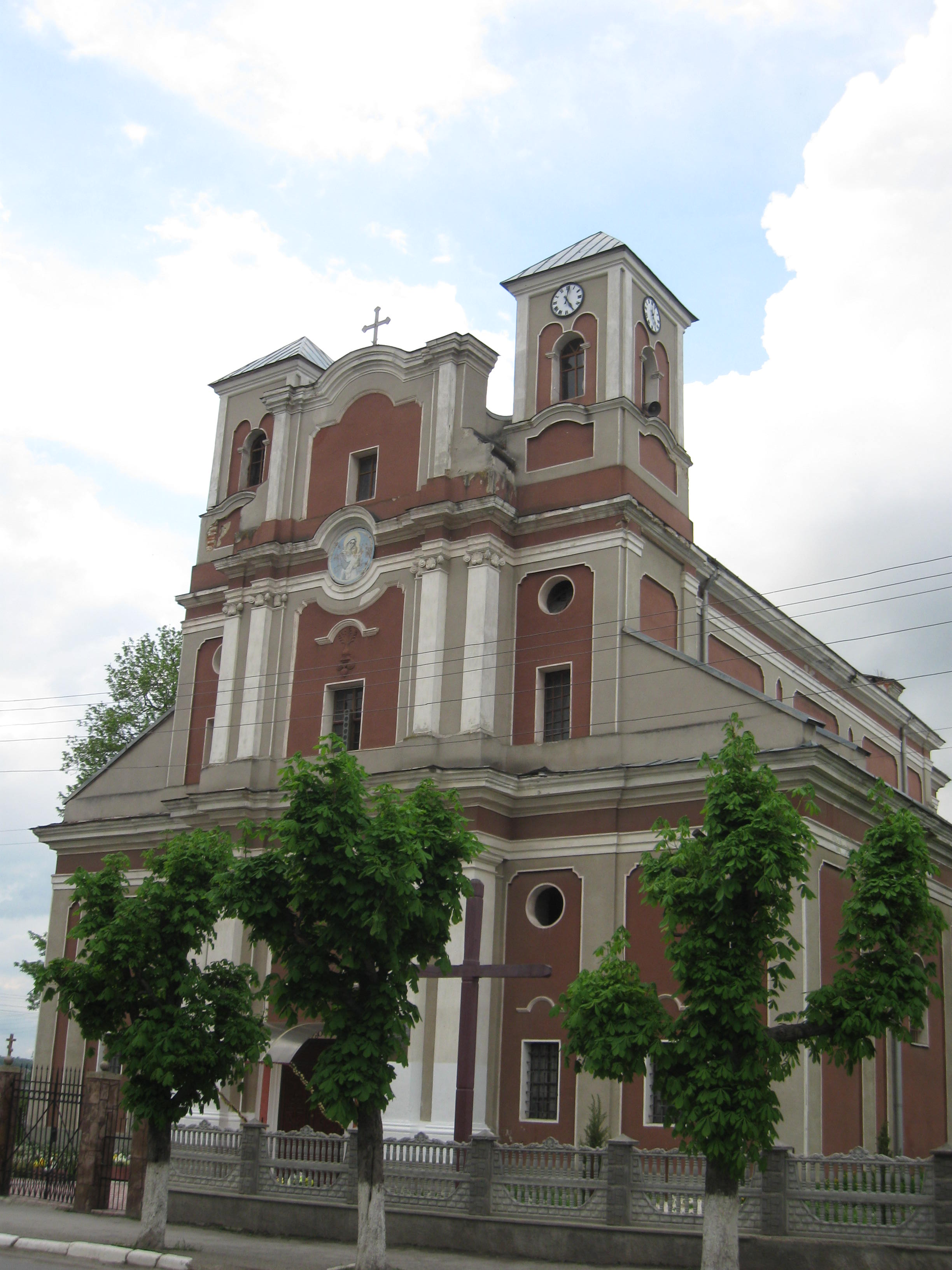
Костел фундації графа Юзефа Потоцького (тепер Церква Успіння Божої Матері)

Замолоду навчався, подорожував Німеччиною, Францією; повернувся, знаючи кілька мов, володіючи військовим мистецтвом[джерело?].
1727 р. записав фундуш для дерев'яного костелу в Монастириськах. Фундатор костелу Внебовзяття Пречистої Діви Марії. 1747 р. надав 4000 золотих для проведення відправ у головному вівтарі костелу в Монастириську
Був власником міста Монастириська, сіл Дмитровичі (тепер Пустомитівський район), Юрківка (біля Ямполя). Улюблена маєтність — Семенівка в Щирецькому старостві. Мав чимало судових процесів з громадами, посесорами через утиски з його сторони (зокрема, у Солонці, Жирівці, Гуменцях).[джерело?]
1760 р. став кавалером ордену Білого Орла. 6 лютого 1764 p. сеймик передконвокаційний Руського воєводства в Судовій Вишні обрав його суддею каптуровим Львівської землі. Підписав акт конфедерації Руського воєводства. Керував судом каптуровим, який почався у львівській ратуші 19 березня, тривав до 25 жовтня 1764 р.[джерело?]
8 листопада 1764 року у Львові було оформлено акт дарування «Миколая на Бучачі, Потоці, Городенці, Печеніжині Потоцького воєводича белзького» (відпис знаходиться в архіві домініканів у Кракові). За ним місто Бучач з палацом, передмістями, селом Підзамочок та 14 сіл, належних до цього Бучацького ключа, отримували Антоній Міхал Потоцький (1702—1766) і його брат — львівський каштелян Юзеф. Нові дідичі Бучача — Юзеф та Антоній Міхал Потоцькі — зобов'язувались змурувати нову церкву в місті, бо стара руйнувалась.
Посади: львівський каштелян (з 21 червня 1760 р. за сприяння посла Франції А. Р. Польмі через заслуги брата для політики Франції у Польщі), староста канівський (консенс; Микола Василь Потоцький з політичних міркувань передав Юзефу Потоцькому 1762 року), щирецький (отримав після смерти батька за згодою матері), чорштинський.
Обряд поховання відбувся в костелі домініканів у Львові 28 грудня 1764 р.

### Сім'я

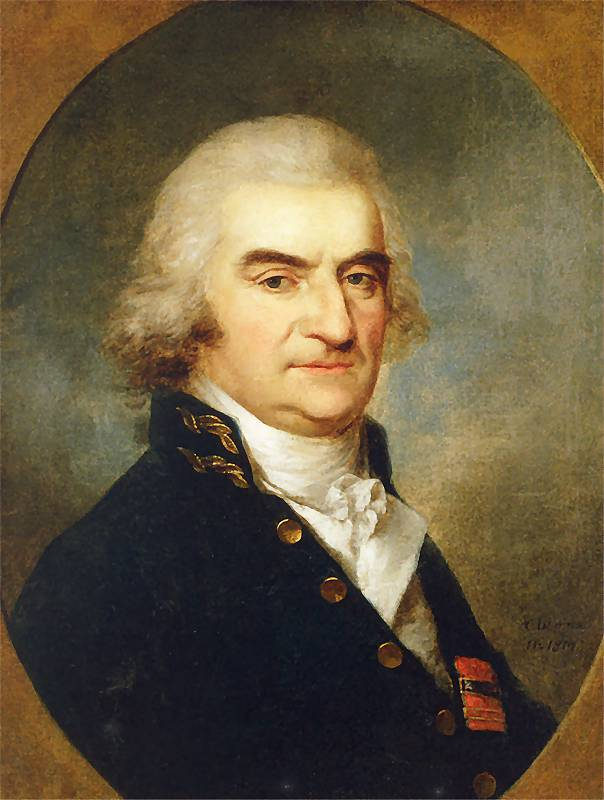
Францішек Пйотр Потоцький

Одружувався двічі. Перша дружина — Констанція (Людвіка?) з Морштинів, дочка Мар'яна. Друга дружина — дочка тлумацького старости Єжи Потоцького, сестра Йоанни з Потоцьких Яблоновської, внучка великого коронного гетьмана Фелікса Казімежа Потоцького Пелаґея (1768 року згадана власницею містечка Бариша; 1768 або 1769 року продала за 760 000 злотих Устя-Зелене майбутньому белзькому каштеляну Юзефові Йоахимові Коморовскому). Вдова 1765 року згадана в люстрації як посідачка Щирецького староства. Діти (ними після смерти батька недовго опікувався брат Антоній Міхал):
- Іґнацій — староста канівський, канонік краківський,
- Юзеф Макарій — староста галицький, чорштинський,
- Домінік — староста сокольницький, дружина — Анна Домініка, донька вінницького та уланівського старости Юзефа Чосновського[11],
- Францішек Пйотр — староста щирецький, шеф реґіменту Потоцьких[12],
- Павел (близнюк Каєтана) — канонік краківський, схоластик катедральний[13] луцький,[1] дідич Бучача,
- Каєтан — канонік ґнєзненський, краківський,[1] дідич Бучача, Порохової[14], фундатор костелу в містечку Бариші[15],
- Ян — староста канівський з 1782 р.,[1] дідич Бучача,
- Пелаґія Маріанна — дружина литовського крайчого Зиґмунта Ґрабовського[1].